# Rodrigo da Costa
Rodrigo da Costa (Portugal, 1657 - 16 de novembro de 1722) foi um fidalgo português, administrador colonial.
Era filho de D. João da Costa (1610-1664), 1.º conde de Soure, um dos Quarenta Conjurados, e tinha o posto militar de general de Artilharia, mestre de campo general e governador da província do Alentejo.
Foi como Governador-geral do Brasil, em sua gestão (1702-1708), que iniciou-se a exploração do ouro nas Minas Gerais. No Sul, foi evacuada a Colônia do Sacramento.
Foi também governador da Ilha da Madeira, que tomou posse a 20 de outubro de 1690 e vice-rei da Índia.
Era cavaleiro da Ordem de Cristo.